# Fiszel Zylberberg

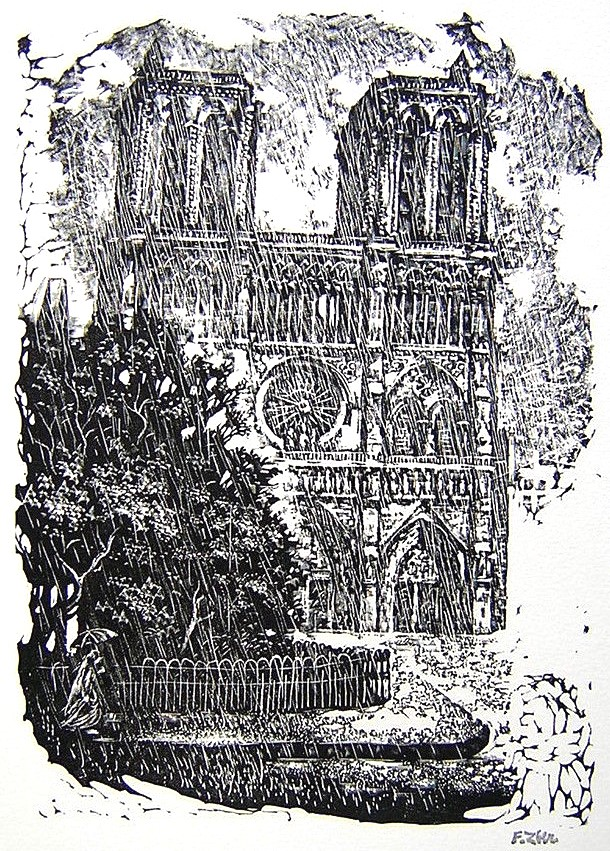
Katedra Notre Dame w deszczu,
aut. Fiszel Zylberberg, ok. 1936

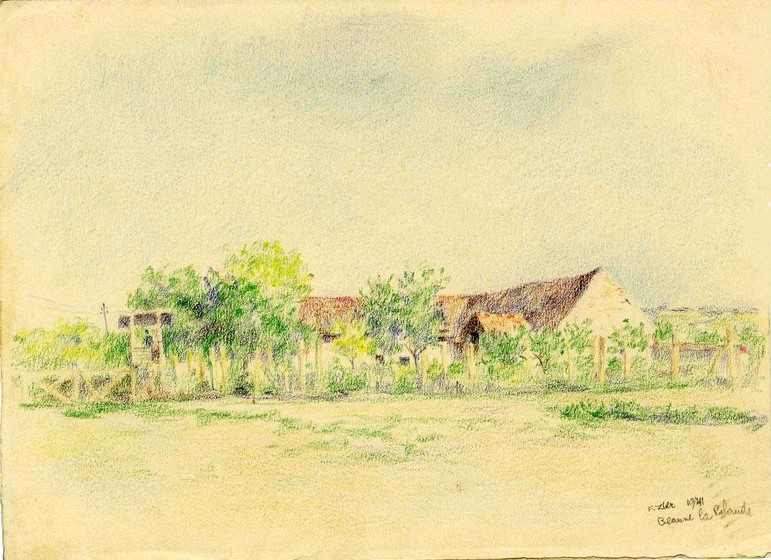
Rysunek baraków obozowych
w Beaune-la-Rolande, aut. Fiszel Zylberberg, 1942

Fiszel Gerszon Zylberberg, ps. „Zber” (ur. 23 czerwca 1909 w Płocku, zm. 26 października 1942 w Auschwitz) – polski grafik, rysownik i malarz pochodzenia żydowskiego, ofiara Holocaustu.

## Życiorys
Dorastał w tradycyjnym domu żydowskim z dwoma braćmi – Josefem i Baruchem Jakobem, oraz siostrą – Jindą Machlą. Był synem Wolfa Zeliga – „parnasa”, seniora lokalnej gminy żydowskiej. Matka, Hena Rachel z d. Nordenberg, była gospodynią domową. Rodzice posiadali mały sklep spożywczy, będący źródłem utrzymania rodziny.
Uczęszczał do żydowskiej elementarnej szkoły religijnej dla chłopców (cheder). Już wówczas nauczyciele odkryli jego talent plastyczny, zachęcając i pomagając mu w poszerzaniu umiejętności graficznych i rzeźbiarskich.
W wieku szesnastu lat przeniósł się do Warszawy z zamiarem zdobycia wykształcenia artystycznego. Przez pięć lat pobierał prywatne lekcje rysunku. Utrzymywał się dzięki wsparciu finansowemu grona płockich Żydów, wierzących w jego talent, oraz pracy w wytwórni pocztówek. W rezultacie w 1930 podjął studia w Szkole Sztuk Pięknych (od 1932 ASP). Zafascynowała go wówczas technika drzeworytu, dołączył więc do pracowni wybitnego grafika, prof. Władysława Skoczylasa.
Po uzyskaniu dyplomu został w 1935 członkiem grupy artystycznej „Czerń i Biel”. Zadebiutował przed publicznością na wystawie zorganizowanej przez jego formację w galerii Towarzystwa Zachęty Sztuk Pięknych w 1936. Pokazał 22. prace, które zyskały duże uznanie i przyniosły mu ośmiomiesięczne stypendium rządowe w Paryżu. Współpracował tam z kilkoma czasopismami. W 1937 przedstawił swoje ryciny z Płocka na „Exposition Internationale des Arts et Techniques dans la Vie Moderne”. Od tego czasu jego prace były regularnie wystawiane w paryskich salonach i dużych pokazach sztuki. M.in. w 1938 trzydzieści pięć dzieł przedstawiono na wystawie pn. „Grafika żydowska”. Po zakończeniu ekspozycji jego prace zaprezentowano w Estonii i kilku nadbałtyckich miastach Europy Wschodniej.
Już w 1936 podjął decyzję o pozostaniu w Paryżu na stałe. Poślubił tam Stenię Bonder. Po wybuchu II wojny światowej i wkroczeniu Niemców w 1940 do Paryża, uciekł z miasta z kilkorgiem dawnych kolegów z Płocka, artystów pochodzenia żydowskiego. Wkrótce jednak wrócił do żony. 14 maja 1941 został aresztowany w dużej obławie. Następnie był więziony przez rok w obozie internowania Beaune-la-Rolande, w którym nie zaprzestał rysować. Stamtąd po przesiadce w Pithiviers deportowano go w lipcu 1942 do obozu zagłady Auschwitz. Zginął w październiku zamordowany przez Niemców w komorze gazowej.

## Twórczość
Zajmował się przede wszystkim grafiką, choć nie stronił od malarstwa. Prace w ulubionej przez niego technice drzeworytu, mimo programowego ograniczenia się do czerni i bieli, dzięki grze świateł i cieni, dużym kontrastom i swobodnemu rysunkowi, odznaczają się niemałymi walorami malarskimi. Tworzył portrety, sceny rodzajowe, martwe natury i pejzaże. Jego prace znajdują się w zbiorach m.in. Muzeum Izraela w Jerozolimie, Muzeum Sztuki w Tel Awiwie, Muzeum Sztuki Współczesnej w Hajfie i Bibliotece Narodowej Francji w Paryżu.

### Malarstwo
- Martwa natura, 1936
- Portret Telii Schwartz
- Pejzaż

### Grafika
- Chłopiec, lata 20. XX wieku
- Ulica w Płocku
- Cmentarz
- W kraju
- W lesie
- W ogrodzie
- Drzewa
- Dachy
- Stodoła
- Gospoda
- Portret mężczyzny
- Portret kobiety
- Autoportret
- Antek inwalida
- Bezrobotny
- Stara Żydówka
- Dziewczyna
- Dziewczyna w oknie
- Wiejska dziewczyna
- Kobieta
- Kochankowie
- Doniczka
- Podwórko
- Na balkonie
- Robotnicy
- Rybacy
- Piaskarz
- Krowa
- Mleczarz z krową
- Uchodźcy
- Niewola
- Kobieta na krześle, 1935
- Kościół gotycki, lata. 30.
- Katedra Notre Dame w deszczu

### Rysunki
- Ogródek i ogrodzenie w obozie internowania, 1941
- Spacerowicz w obozie internowania, 1941
- Baraki w Beaune-Le-Rolande, 1941
- Ogródek w obozie internowania, 1941
- Ogródek kwiatowy w obozie internowania, 1941
- Pole na skraju miasta, 1941
- Pola przyobozowe, 1941

## Upamiętnienie
- W 2007 paryskie Musée d’Art et d’Histoire du Judaïsme zorganizowało wystawę jego obrazów, które namalował podczas pobytu w obozie internowania w Beaune-la-Rolande.